# Соцарт

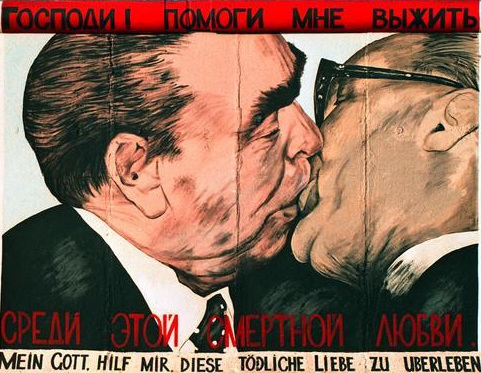
«Господи! Допоможи мені вижити серед цієї смертної любові» — графіті Дмитра Врубеля на Берлінській стіні, 1989 р.

Соца́рт — один з напрямків постмодерністського мистецтва, що виник в СРСР у 1970-х роках у рамках так званої альтернативної культури. 
Соцарт характеризується протистоянням державній ідеології того періоду.
Соцарт виник як пародія на офіційне радянське мистецтво і образи сучасної масової культури в цілому, що знайшло подання у його іронічному найменуванні, що сполучив поняття соцреалізму і попарту. Попарт був рефлексією на товарне перевиробництво і достаток західного світу, а об'єктом соцарту стає перевиробництво ідеології в СРСР. Також певний вплив на соцарт надав концептуалізм.
Використовуючи та переробляючи одіозні кліше, символи та образи радянського мистецтва і розхожі мотиви радянської політичної агітації, соцарт в ігровій, найчастіше епатажній формі, розвінчував їх істинний зміст, намагаючись розкріпачити глядача від ідеологічних стереотипів. Іронія, гротеск, гостра підміна, вільне цитування, використання різноманітних форм (від живопису до просторових композицій) стали основою помітного, еклектичного художньої мови цього напрямку.
Винахідниками соцарту вважаються московські художники Віталій Комар і Олександр Меламід, навколо яких у другій половині 1970-х склалося коло художників, які поділяли їхні погляди та переконання. У різні роки до об'єднання примикали Олександр Косолапов, Леонід Соков, Дмитро Прігов, Борис Орлов, учасники артгруп «Гніздо» і «Мухомор». Соцарт об'єднував різних за своєю манерою авторів. 